# Tobias Trier
Tobias Trier (født 13. februar 1973) er en dansk sanger, musiker, sangskriver og skuespiller.

## Baggrund
Trier søn af Troels Trier og Dea Trier Mørch. Han er bror til journalist, forfatter og landskabsarkitekt Rosa Trier og forfatter og billedkunstner Sara Trier.
Trier fik sin studentereksamen på Aurehøj Amtsgymnasium i 1991. Han er uddannet Almen Musiklærer ved Det Kgl. Danske Musikkonservatorium i 1996.

## Karriere

### Musik
I 2000 debuterede Trier med albummet Bag De Blå Persienner, produceret Halfdan E og udgivet af pladeselskabet Have a Cigar. Musikvideoen til åbningsnummeret Drak Af Din Kop blev nomineret til en Dansk Grammy. Samme år blev Tobias nomineret til P3's Popshop Prisen.
Trier modtog i 2001 LO's Kulturpris og var ansvarlig for projektet Mobilsymfoni ved Århus Festuge 2001 – en komposition for mobiltelefoner.
Trier var medkomponist i Folketeatrets opsætning af Shakespeare-forestillingen "En Skærsommernats drøm" i november 2004.
Trier har skrevet musik til spillefilmen Grønne Hjerter 2006.
Trier har skrevet børnebogen "Min zebra stak af", udgivet af Politikens forlag i 2007.
Som sanger og musiker har han optrådt med blandt andre Steffen Brandt, Alberte Winding, Niels Hausgård, Søs Fenger, Mc Einar, Rasmus Nøhr, Thomas Buttenschøn, Tue West, Sys Bjerre, Tina Dickow, Anne Dorthe Michelsen, Mads Langer, Martin Brygmann, DR Underholdningsorkester, DR Pigekoret og DR Big bandet.
Trier har undervist i sangskrivning på Grundtvigs Højskole, Nordjysk Musikkonservatorium, Syddansk Musikkonservatorium og på Rytmisk Musikkonservatorium som hovedfagslærer på sangskriveruddannelsen.
Trier var medlem af Statens Kunstfonds tonekunstudvalg for rytmiske musik i perioden 2008-10. 
Trier er medlem af musikgruppen Biolume, som debuterede i januar 2023 i Operaen på Christiania. Trier er også medlem af musikgruppen De Onde, som spiller koncerter for børn, og som vandt en Danish Music Award i 2021 for årets bedste børnejazz-gruppe.

### Teater og skuespil
Trier er begyndt at arbejde som skuespiller, blandt andet i forestillingen Vi Ses i Morgen og forestillingen Frøken Ignora og Mister Georg, opført på Teatret Anemonen i 2021. Til sidstnævnte forestilling har Trier også komponeret musik og lavet koreografi.
Trier har skrevet og fremført soloforestillingerne Dirigenten, opført på Rialto Teatret i 2015, og For Enden Af Regnbuen, opført på Nørrebro Teater i 2018. Sammen med skuespilleren Winnie Kristine har han skrevet teaterforestillingen På Pletten som får premiere på teatret Aveny-T i maj 2023.

## Privat
Siden 2002 har han været gift med journalist Maria Becher Trier. Sammen har de tre børn.

## Diskografi
- Bag de blå persienner (2000)
- Sandheden om Britina Castello (2001)
- Pigen som Kalder (2004)
- Grønne Hjerter (2006)
- Krydsklip (2008)
- Elektrisk Regn (2012)
- Tyfon (2017)

## Uddannelse
Aurehøj Gymnasium (1988 - 1991)
Almen Musiklæreruddannelsen, Det kgl. Danske Musikkonservatorium (1992-1996)